# Formuła 1 Sezon 2004
Sezon 2004 Formuły 1 – 55. sezon o Mistrzostwo Świata Formuły 1. Tytuł mistrza kierowców zdobył Michael Schumacher, a w klasyfikacji konstruktorów tryumfowała ekipa Ferrari.

## Lista startowa
| Zespół                     | Konstruktor      | Samochód       | Silnik (3.0l V10) | Opony | Nr | Kierowcy wyścigowi   | Rundy      | Kierowcy rezerwowi                |
| -------------------------- | ---------------- | -------------- | ----------------- | ----- | -- | -------------------- | ---------- | --------------------------------- |
| Scuderia Ferrari Marlboro  | Ferrari          | F2004          | Ferrari 053       | B     | 1  | Michael Schumacher   | 1–18       | Luca Badoer Luciano Burti         |
| Scuderia Ferrari Marlboro  | Ferrari          | F2004          | Ferrari 053       | B     | 2  | Rubens Barrichello   | 1–18       | Luca Badoer Luciano Burti         |
| BMW WilliamsF1 Team        | Williams-BMW     | FW26           | BMW P84           | M     | 3  | Juan Pablo Montoya   | 1–18       | Marc Gené Antônio Pizzonia        |
| BMW WilliamsF1 Team        | Williams-BMW     | FW26           | BMW P84           | M     | 4  | Ralf Schumacher      | 1–9, 16–18 | Marc Gené Antônio Pizzonia        |
| BMW WilliamsF1 Team        | Williams-BMW     | FW26           | BMW P84           | M     | 4  | Marc Gené            | 10–11      | Marc Gené Antônio Pizzonia        |
| BMW WilliamsF1 Team        | Williams-BMW     | FW26           | BMW P84           | M     | 4  | Antônio Pizzonia     | 12–15      | Marc Gené Antônio Pizzonia        |
| West McLaren Mercedes      | McLaren-Mercedes | MP4-19 MP4-19B | Mercedes FO 110Q  | M     | 5  | David Coulthard      | 1–18       | Alexander Wurz Pedro de la Rosa   |
| West McLaren Mercedes      | McLaren-Mercedes | MP4-19 MP4-19B | Mercedes FO 110Q  | M     | 6  | Kimi Räikkönen       | 1–18       | Alexander Wurz Pedro de la Rosa   |
| Mild Seven Renault F1 Team | Renault          | R24            | Renault RS24      | M     | 7  | Jarno Trulli         | 1–15       | Franck Montagny                   |
| Mild Seven Renault F1 Team | Renault          | R24            | Renault RS24      | M     | 7  | Jacques Villeneuve   | 16–18      | Franck Montagny                   |
| Mild Seven Renault F1 Team | Renault          | R24            | Renault RS24      | M     | 8  | Fernando Alonso      | 1–18       | Franck Montagny                   |
| Lucky Strike BAR Honda     | BAR-Honda        | 006            | Honda RA004E      | M     | 9  | Jenson Button        | 1–18       | Anthony Davidson Enrique Bernoldi |
| Lucky Strike BAR Honda     | BAR-Honda        | 006            | Honda RA004E      | M     | 10 | Takuma Satō          | 1–18       | Anthony Davidson Enrique Bernoldi |
| Sauber Petronas            | Sauber-Petronas  | C23            | Petronas 04A      | B     | 11 | Giancarlo Fisichella | 1–18       | Neel Jani                         |
| Sauber Petronas            | Sauber-Petronas  | C23            | Petronas 04A      | B     | 12 | Felipe Massa         | 1–18       | Neel Jani                         |
| Jaguar Racing              | Jaguar-Cosworth  | R5             | Cosworth CR-6     | M     | 14 | Mark Webber          | 1–18       | Björn Wirdheim                    |
| Jaguar Racing              | Jaguar-Cosworth  | R5             | Cosworth CR-6     | M     | 15 | Christian Klien      | 1–18       | Björn Wirdheim                    |
| Panasonic Toyota Racing    | Toyota           | TF104 TF104B   | Toyota RVX-04     | M     | 16 | Cristiano da Matta   | 1–12       | Ryan Briscoe Ricardo Zonta        |
| Panasonic Toyota Racing    | Toyota           | TF104 TF104B   | Toyota RVX-04     | M     | 16 | Ricardo Zonta        | 13–16      | Ryan Briscoe Ricardo Zonta        |
| Panasonic Toyota Racing    | Toyota           | TF104 TF104B   | Toyota RVX-04     | M     | 16 | Jarno Trulli         | 17–18      | Ryan Briscoe Ricardo Zonta        |
| Panasonic Toyota Racing    | Toyota           | TF104 TF104B   | Toyota RVX-04     | M     | 17 | Olivier Panis        | 1–17       | Ryan Briscoe Ricardo Zonta        |
| Panasonic Toyota Racing    | Toyota           | TF104 TF104B   | Toyota RVX-04     | M     | 17 | Ricardo Zonta        | 18         | Ryan Briscoe Ricardo Zonta        |
| Jordan Ford                | Jordan-Ford      | EJ14           | Ford RS2          | B     | 18 | Nick Heidfeld        | 1–18       | Robert Doornbos Timo Glock        |
| Jordan Ford                | Jordan-Ford      | EJ14           | Ford RS2          | B     | 19 | Giorgio Pantano      | 1–7, 9–15  | Robert Doornbos Timo Glock        |
| Jordan Ford                | Jordan-Ford      | EJ14           | Ford RS2          | B     | 19 | Timo Glock           | 8, 16–18   | Robert Doornbos Timo Glock        |
| Minardi Cosworth           | Minardi-Cosworth | PS04B          | Cosworth CR-3L    | B     | 20 | Gianmaria Bruni      | 1–18       | Bas Leinders Tiago Monteiro       |
| Minardi Cosworth           | Minardi-Cosworth | PS04B          | Cosworth CR-3L    | B     | 21 | Zsolt Baumgartner    | 1–18       | Bas Leinders Tiago Monteiro       |
| Zespół                     | Konstruktor      | Samochód       | Silnik (3.0l V10) | Opony | Nr | Kierowcy wyścigowi   | Rundy      | Kierowcy rezerwowi                |

### Zmiany przed sezonem

#### Zmiany wśród zespołów
- British American Racing zmienił dostawcę opon z Bridgestone na Michelin[1].
- Firma Wilux została sponsorem tytularnym zespołu Minardi[2].

#### Zmiany wśród kierowców
- Zespół Minardi nie przedłużył kontraktu z Josem Verstappenem i Nicolasem Kiesą. Nowymi kierowcami zespołu zostali Gianmaria Bruni i Zsolt Baumgartner[3][4].
- Po sezonie 2003, zespół Jaguar Racing zrezygnował z usług Justina Wilsona. Miejsce Brytyjczyka zajął Christian Klien[5].
- Nick Heidfeld zastąpił Giancarlo Fisichellę, a Giorgio Pantano zastąpił Ralpha Firmana w zespole Jordan[6][7].
- Giancarlo Fisichella zastąpił Nicka Heidfelda, a powracający po rocznej przerwie do zespołu Felipe Massa zastąpił Heinza-Haralda Frentzena w zespole Sauber[8][9].

### Zmiany w trakcie sezonu

#### Zmiany wśród zespołów
- Po Grand Prix Niemiec, współpraca firmy Wilux z zespołem Minardi została zakończona[10].

#### Zmiany wśród kierowców
- Ralf Schumacher doznał poważnej kontuzji po wypadku podczas Grand Prix Stanów Zjednoczonych. Jego miejsce zajmowali Marc Gené (w Grand Prix Francji i Grand Prix Wielkiej Brytanii[11][12]) i Antônio Pizzonia (od Grand Prix Niemiec do Grand Prix Włoch[13][14][15]).
- Po Grand Prix Włoch, Jarno Trulli opuścił zespół Renault[16]. Jego miejsce do końca sezonu zajął Jacques Villeneuve[17].
- Timo Glock zastąpił Giorgio Pantano podczas Grand Prix Kanady[18]. Po odejściu włoskiego kierowcy po Grand Prix Włoch, Niemiec zastąpił go do końca sezonu[19].
- Po Grand Prix Niemiec, Cristiano da Matta odszedł z zespołu Toyota, a jego miejsce zajął Ricardo Zonta[20]. Podczas dwóch ostatnich wyścigów, kokpit przejął Jarno Trulli[21]. Zonta powrócił do kokpitu Toyoty, zastępując Oliviera Panisa w Grand Prix Brazylii[22].

## Eliminacje
|    | Grand Prix           | Tor                                | Data            | Zwycięzca          | Stajnia          |          |
| -- | -------------------- | ---------------------------------- | --------------- | ------------------ | ---------------- | -------- |
| 1  | Australii            | Albert Park Circuit                | 7 marca         | Michael Schumacher | Ferrari          | Rezultat |
| 2  | Malezji              | Sepang International Circuit       | 21 marca        | Michael Schumacher | Ferrari          | Rezultat |
| 3  | Bahrajnu             | Bahrain International Circuit      | 4 kwietnia      | Michael Schumacher | Ferrari          | Rezultat |
| 4  | San Marino           | Autodromo Enzo e Dino Ferrari      | 25 kwietnia     | Michael Schumacher | Ferrari          | Rezultat |
| 5  | Hiszpanii            | Circuit de Catalunya               | 9 maja          | Michael Schumacher | Ferrari          | Rezultat |
| 6  | Monako               | Circuit de Monaco                  | 23 maja         | Jarno Trulli       | Renault          | Rezultat |
| 7  | Europy               | Nürburgring                        | 30 maja         | Michael Schumacher | Ferrari          | Rezultat |
| 8  | Kanady               | Circuit Gilles Villeneuve          | 13 czerwca      | Michael Schumacher | Ferrari          | Rezultat |
| 9  | Stanów Zjednoczonych | Indianapolis Motor Speedway        | 20 czerwca      | Michael Schumacher | Ferrari          | Rezultat |
| 10 | Francji              | Circuit de Nevers Magny-Cours      | 4 lipca         | Michael Schumacher | Ferrari          | Rezultat |
| 11 | Wielkiej Brytanii    | Silverstone Circuit                | 11 lipca        | Michael Schumacher | Ferrari          | Rezultat |
| 12 | Niemiec              | Hockenheimring                     | 25 lipca        | Michael Schumacher | Ferrari          | Rezultat |
| 13 | Węgier               | Hungaroring                        | 15 sierpnia     | Michael Schumacher | Ferrari          | Rezultat |
| 14 | Belgii               | Circuit de Spa-Francorchamps       | 29 sierpnia     | Kimi Räikkönen     | McLaren-Mercedes | Rezultat |
| 15 | Włoch                | Autodromo Nazionale di Monza       | 12 września     | Rubens Barrichello | Ferrari          | Rezultat |
| 16 | Chin                 | Shanghai International Circuit     | 26 września     | Rubens Barrichello | Ferrari          | Rezultat |
| 17 | Japonii              | Suzuka International Racing Course | 10 października | Michael Schumacher | Ferrari          | Rezultat |
| 18 | Brazylii             | Autódromo José Carlos Pace         | 24 października | Juan Pablo Montoya | Williams-BMW     | Rezultat |

### Zmiany w kalendarzu
- W kalendarzu pojawiły się dwa nowe wyścigi, Grand Prix Bahrajnu i Grand Prix Chin[23][24].
- Po raz pierwszy od 1997 nie uwzględniono w kalendarzu Grand Prix Austrii, mimo umowy do 2006 roku. Decyzja o usunięciu austriackiej eliminacji została podjęta w styczniu 2003, ponieważ została aktywowana klauzula wcześniejszego rozwiązania umowy, w odpowiedzi na decyzję Unii Europejskiej dotyczącej przesunięcia wprowadzenia zakazu reklamowania wyrobów tytoniowych do 1 października 2005[25].
- Wyścigi o Grand Prix Europy i Grand Prix Kanady zamieniły się miejscami.
- Grand Prix Brazylii zostało przeniesione z kwietnia na październik.
- Grand Prix Stanów Zjednoczonych zostało przeniesione z września na czerwiec.

## Wyniki

### Najlepsze wyniki w Grand Prix
|    | Pole position      | Pole position    | Najszybsze okrążenie | Najszybsze okrążenie | Zwycięzca          | Zwycięzca        |
| -- | ------------------ | ---------------- | -------------------- | -------------------- | ------------------ | ---------------- |
| 1  | Michael Schumacher | Ferrari          | Michael Schumacher   | Ferrari              | Michael Schumacher | Ferrari          |
| 2  | Michael Schumacher | Ferrari          | Juan Pablo Montoya   | Williams-BMW         | Michael Schumacher | Ferrari          |
| 3  | Michael Schumacher | Ferrari          | Michael Schumacher   | Ferrari              | Michael Schumacher | Ferrari          |
| 4  | Jenson Button      | BAR-Honda        | Michael Schumacher   | Ferrari              | Michael Schumacher | Ferrari          |
| 5  | Michael Schumacher | Ferrari          | Michael Schumacher   | Ferrari              | Michael Schumacher | Ferrari          |
| 6  | Jarno Trulli       | Renault          | Michael Schumacher   | Ferrari              | Jarno Trulli       | Renault          |
| 7  | Michael Schumacher | Ferrari          | Michael Schumacher   | Ferrari              | Michael Schumacher | Ferrari          |
| 8  | Ralf Schumacher    | Williams-BMW     | Rubens Barrichello   | Ferrari              | Michael Schumacher | Ferrari          |
| 9  | Rubens Barrichello | Ferrari          | Rubens Barrichello   | Ferrari              | Michael Schumacher | Ferrari          |
| 10 | Fernando Alonso    | Renault          | Michael Schumacher   | Ferrari              | Michael Schumacher | Ferrari          |
| 11 | Kimi Räikkönen     | McLaren-Mercedes | Michael Schumacher   | Ferrari              | Michael Schumacher | Ferrari          |
| 12 | Michael Schumacher | Ferrari          | Kimi Räikkönen       | McLaren-Mercedes     | Michael Schumacher | Ferrari          |
| 13 | Michael Schumacher | Ferrari          | Michael Schumacher   | Ferrari              | Michael Schumacher | Ferrari          |
| 14 | Jarno Trulli       | Renault          | Kimi Räikkönen       | McLaren-Mercedes     | Kimi Räikkönen     | McLaren-Mercedes |
| 15 | Rubens Barrichello | Ferrari          | Rubens Barrichello   | Ferrari              | Rubens Barrichello | Ferrari          |
| 16 | Rubens Barrichello | Ferrari          | Michael Schumacher   | Ferrari              | Rubens Barrichello | Ferrari          |
| 17 | Michael Schumacher | Ferrari          | Rubens Barrichello   | Ferrari              | Michael Schumacher | Ferrari          |
| 18 | Rubens Barrichello | Ferrari          | Juan Pablo Montoya   | Williams-BMW         | Juan Pablo Montoya | Williams-BMW     |

### Klasyfikacje szczegółowe

#### Kierowcy

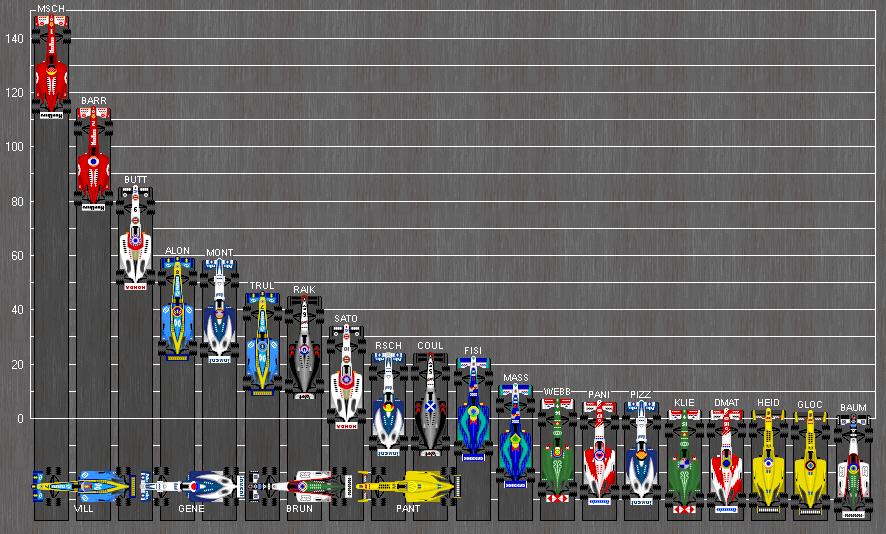
Klasyfikacja kierowców na wykresie

| Legenda oznaczeń w tabelach wyników Wyświetl szablon na nowej stronie | Legenda oznaczeń w tabelach wyników Wyświetl szablon na nowej stronie                                                                     |
| Oznaczenie                                                            | Wyjaśnienie |
| --------------------------------------------------------------------- | --- |
| Złoty                                                                 | Zwycięzca lub mistrzostwo |
| Srebrny                                                               | 2. miejsce lub wicemistrzostwo |
| Brązowy                                                               | 3. miejsce lub II wicemistrzostwo |
| Zielony                                                               | Ukończył, punktował (w klasyfikacji generalnej, gdy zdobył co najmniej jeden punkt na przestrzeni sezonu, poza trzema powyższymi opcjami) |
| Niebieski                                                             | Ukończył, nie punktował (w klasyfikacji generalnej, gdy nie zdobył co najmniej jednego punktu na przestrzeni sezonu)                      |
| Czerwony                                                              | Nie zakwalifikował się (NZ) |
| Czerwony                                                              | Nie prekwalifikował się (NPK) |
| Różowy                                                                | Nie ukończył (NU) |
| Różowy                                                                | Niesklasyfikowany (NS) (w klasyfikacji generalnej, gdy nie został sklasyfikowany w żadnym wyścigu sezonu)                                 |
| Czarny                                                                | Zdyskwalifikowany (DK) |
| Czarny                                                                | Wykluczony (WYK/EX) |
| Biały                                                                 | Nie wystartował (NW) |
| Biały                                                                 | Kontuzjowany (K/INJ) |
| Biały                                                                 | Wyścig odwołany (OD/C) |
| Bez koloru                                                            | Został wycofany (WYC/WD) |
| Bez koloru                                                            | Nie przybył (NP/DNA) |
| Bez koloru                                                            | Nie brał udziału w treningach (NT/DNP) |
| Bez koloru                                                            | Nie został zgłoszony (–) |
| Pogrubienie                                                           | Start z pole position |
| Kursywa                                                               | Najszybsze okrążenie wyścigu |
| †                                                                     | Nie ukończył, ale jego rezultat został zaliczony ze względu na przejechanie więcej niż 90% dystansu wyścigu.                              |
| *                                                                     | Sezon w trakcie |
| 1/2/3                                                                 | Punktowana pozycja w sprincie kwalifikacyjnym                                                                                             |
| Lista systemów punktacji Formuły 1                                    | |

| Poz. | Kierowca             | Konstruktor    | Australia | Malezja | Bahrajn | San Marino | Hiszpania | Monako | Unia Europejska | Kanada | Stany Zjednoczone |     | Wielka Brytania | Niemcy | Węgry | Belgia | Włochy |    | Japonia | Brazylia | Pkt. |
| ---- | -------------------- | -------------- | --------- | ------- | ------- | ---------- | --------- | ------ | --------------- | ------ | ----------------- | --- | --------------- | ------ | ----- | ------ | ------ | -- | ------- | -------- | ---- |
| 1    | Michael Schumacher   | Ferrari        | 1         | 1       | 1       | 1          | 1         | NU     | 1               | 1      | 1                 | 1   | 1               | 1      | 1     | 2      | 2      | 12 | 1       | 7        | 148  |
| 2    | Rubens Barrichello   | Ferrari        | 2         | 4       | 2       | 6          | 2         | 3      | 2               | 2      | 2                 | 3   | 3               | 12     | 2     | 3      | 1      | 1  | NU      | 3        | 114  |
| 3    | Jenson Button        | BAR            | 6         | 3       | 3       | 2          | 8         | 2      | 3               | 3      | NU                | 5   | 4               | 2      | 5     | NU     | 3      | 2  | 3       | NU       | 85   |
| 4    | Fernando Alonso      | Renault        | 3         | 7       | 6       | 4          | 4         | NU     | 5               | NU     | NU                | 2   | 10              | 3      | 3     | NU     | NU     | 4  | 5       | 4        | 59   |
| 5    | Juan Pablo Montoya   | Williams       | 5         | 2       | 13      | 3          | NU        | 4      | 8               | DK     | DK                | 8   | 5               | 5      | 4     | NU     | 5      | 5  | 7       | 1        | 58   |
| 6    | Jarno Trulli         | Renault/Toyota | 7         | 5       | 4       | 5          | 3         | 1      | 4               | NU     | 4                 | 4   | NU              | 11     | NU    | 9      | 10     |    | 11      | 12       | 46   |
| 7    | Kimi Räikkönen       | McLaren        | NU        | NU      | NU      | 8          | 11        | NU     | NU              | 5      | 6                 | 7   | 2               | NU     | NU    | 1      | NU     | 3  | 6       | 2        | 45   |
| 8    | Takuma Satō          | BAR            | 9         | 15†     | 5       | 16†        | 5         | NU     | NU              | NU     | 3                 | NU  | 11              | 8      | 6     | NU     | 4      | 6  | 4       | 6        | 34   |
| 9    | Ralf Schumacher      | Williams       | 4         | NU      | 7       | 7          | 6         | 10†    | NU              | DK     | NU                |     |                 |        |       |        |        | NU | 2       | 5        | 24   |
| 10   | David Coulthard      | McLaren        | 8         | 6       | NU      | 12         | 10        | NU     | NU              | 6      | 7                 | 6   | 7               | 4      | 9     | 7      | 6      | 9  | NU      | 11       | 24   |
| 11   | Giancarlo Fisichella | Sauber         | 10        | 11      | 11      | 9          | 7         | NU     | 6               | 4      | 9†                | 12  | 6               | 9      | 8     | 5      | 8      | 7  | 8       | 9        | 22   |
| 12   | Felipe Massa         | Sauber         | NU        | 8       | 12      | 10         | 9         | 5      | 9               | NU     | NU                | 13  | 9               | 13     | NU    | 4      | 12     | 8  | 9       | 8        | 12   |
| 13   | Mark Webber          | Jaguar         | NU        | NU      | 8       | 13         | 12        | NU     | 7               | NU     | NU                | 9   | 8               | 6      | 10    | NU     | 9      | 10 | NU      | NU       | 7    |
| 14   | Olivier Panis        | Toyota         | 13        | 12      | 9       | 11         | NU        | 8      | 11              | DK     | 5                 | 15  | NU              | 14     | 11    | 8      | NU     | 14 | 14      |          | 6    |
| 15   | Antônio Pizzonia     | Williams       |           |         |         |            |           |        |                 |        |                   |     |                 | 7      | 7     | NU     | 7      |    |         |          | 6    |
| 16   | Christian Klien      | Jaguar         | 11        | 10      | 14      | 14         | NU        | NU     | 12              | 9      | NU                | 11  | 14              | 10     | 13    | 6      | 13     | NU | 12      | 14       | 3    |
| 17   | Cristiano da Matta   | Toyota         | 12        | 9       | 10      | NU         | 13        | 6      | NU              | DK     | NU                | 14  | 13              | NU     |       |        |        |    |         |          | 3    |
| 18   | Nick Heidfeld        | Jordan         | NU        | NU      | 15      | NU         | NU        | 7      | 10              | 8      | NU                | 16  | 15              | NU     | 12    | 11     | 14     | 13 | 13      | NU       | 3    |
| 19   | Timo Glock           | Jordan         |           |         |         |            |           |        |                 | 7      |                   |     |                 |        |       |        |        | 15 | 15      | 15       | 2    |
| 20   | Zsolt Baumgartner    | Minardi        | NU        | 16      | NU      | 15         | NU        | 9      | 15              | 10     | 8                 | NU  | NU              | 16     | 15    | NU     | 15     | 16 | NU      | 16       | 1    |
| 21   | Jacques Villeneuve   | Renault        |           |         |         |            |           |        |                 |        |                   |     |                 |        |       |        |        | 11 | 10      | 10       | 0    |
| 22   | Ricardo Zonta        | Toyota         |           |         |         |            |           |        |                 |        |                   |     |                 |        | NU    | 10†    | 11     | NU |         | 13       | 0    |
| 23   | Marc Gené            | Williams       |           |         |         |            |           |        |                 |        |                   | 10  | 12              |        |       |        |        |    |         |          | 0    |
| 24   | Giorgio Pantano      | Jordan         | 14        | 13      | 16      | NU         | NU        | NU     | 13              |        | NU                | 17  | NU              | 15     | NU    | NU     | NU     |    |         |          | 0    |
| 25   | Gianmaria Bruni      | Minardi        | NS        | 14      | 17      | NU         | NU        | NU     | 14              | NU     | NU                | 18† | 16              | 17     | 14    | NU     | NU     | NU | 16      | 17       | 0    |
| Poz. | Kierowca             | Konstruktor    | Australia | Malezja | Bahrajn | San Marino | Hiszpania | Monako | Unia Europejska | Kanada | Stany Zjednoczone |     | Wielka Brytania | Niemcy | Węgry | Belgia | Włochy |    | Japonia | Brazylia | Pkt. |

#### Konstruktorzy
| Poz. | Konstruktor      | Nr | Australia | Malezja | Bahrajn | San Marino | Hiszpania | Monako | Unia Europejska | Kanada | Stany Zjednoczone |    | Wielka Brytania | Niemcy | Węgry | Belgia | Włochy |    | Japonia | Brazylia | Pkt. |
| ---- | ---------------- | -- | --------- | ------- | ------- | ---------- | --------- | ------ | --------------- | ------ | ----------------- | -- | --------------- | ------ | ----- | ------ | ------ | -- | ------- | -------- | ---- |
| 1    | Ferrari          | 1  | 1         | 1       | 1       | 1          | 1         | NU     | 1               | 1      | 1                 | 1  | 1               | 1      | 1     | 2      | 2      | 12 | 1       | 7        | 262  |
| 1    | Ferrari          | 2  | 2         | 4       | 2       | 6          | 2         | 3      | 2               | 2      | 2                 | 3  | 3               | 12     | 2     | 3      | 1      | 1  | NU      | 3        | 262  |
| 2    | BAR-Honda        | 9  | 6         | 3       | 3       | 2          | 8         | 2      | 3               | 3      | NU                | 5  | 4               | 2      | 5     | NU     | 3      | 2  | 3       | NU       | 119  |
| 2    | BAR-Honda        | 10 | 9         | 15      | 5       | 16         | 5         | NU     | NU              | NU     | 3                 | NU | 11              | 8      | 6     | NU     | 4      | 6  | 4       | 6        | 119  |
| 3    | Renault          | 7  | 7         | 5       | 4       | 5          | 3         | 1      | 4               | NU     | 4                 | 4  | NU              | 11     | NU    | 9      | 10     | 11 | 10      | 10       | 105  |
| 3    | Renault          | 8  | 3         | 7       | 6       | 4          | 4         | NU     | 5               | NU     | NU                | 2  | 10              | 3      | 3     | NU     | NU     | 4  | 5       | 4        | 105  |
| 4    | Williams-BMW     | 3  | 5         | 2       | 13      | 3          | NU        | 4      | 8               | DK     | DK                | 8  | 5               | 5      | 4     | NU     | 5      | 5  | 7       | 1        | 88   |
| 4    | Williams-BMW     | 4  | 4         | NU      | 7       | 7          | 6         | 10     | NU              | DK     | NU                | 10 | 12              | 7      | 7     | NU     | 7      | NU | 2       | 5        | 88   |
| 5    | McLaren-Mercedes | 5  | 8         | 6       | NU      | 12         | 10        | NU     | NU              | 6      | 7                 | 6  | 7               | 4      | 9     | 7      | 6      | 9  | NU      | 11       | 69   |
| 5    | McLaren-Mercedes | 6  | NU        | NU      | NU      | 8          | 11        | NU     | NU              | 5      | 6                 | 7  | 2               | NU     | NU    | 1      | NU     | 3  | 6       | 2        | 69   |
| 6    | Sauber-Petronas  | 11 | 10        | 11      | 11      | 9          | 7         | NU     | 6               | 4      | 9                 | 12 | 6               | 9      | 8     | 5      | 8      | 7  | 8       | 9        | 34   |
| 6    | Sauber-Petronas  | 12 | NU        | 8       | 12      | 10         | 9         | 5      | 9               | NU     | NU                | 13 | 9               | 13     | NU    | 4      | 12     | 8  | 9       | 8        | 34   |
| 7    | Jaguar-Cosworth  | 14 | NU        | NU      | 8       | 13         | 12        | NU     | 7               | NU     | NU                | 9  | 8               | 6      | 10    | NU     | 9      | 10 | NU      | NU       | 10   |
| 7    | Jaguar-Cosworth  | 15 | 11        | 10      | 14      | 14         | NU        | NU     | 12              | 9      | NU                | 11 | 14              | 10     | 13    | 6      | 13     | NU | 12      | 14       | 10   |
| 8    | Toyota           | 16 | 12        | 9       | 10      | NU         | 13        | 6      | NU              | DK     | NU                | 14 | 13              | NU     | NU    | 10     | 11     | NU | 11      | 12       | 9    |
| 8    | Toyota           | 17 | 13        | 12      | 9       | 11         | NU        | 8      | 11              | DK     | 5                 | 15 | NU              | 14     | 11    | 8      | NU     | 14 | 14      | 13       | 9    |
| 9    | Jordan-Ford      | 18 | NU        | NU      | 15      | NU         | NU        | 7      | 10              | 8      | NU                | 16 | 15              | NU     | 12    | 11     | 14     | 13 | 13      | NU       | 5    |
| 9    | Jordan-Ford      | 19 | 14        | 13      | 16      | NU         | NU        | NU     | 13              | 7      | NU                | 17 | NU              | 15     | NU    | NU     | NU     | 15 | 15      | 15       | 5    |
| 10   | Minardi-Cosworth | 20 | NS        | 14      | 17      | NU         | NU        | NU     | 14              | NU     | NU                | 18 | 16              | 17     | 14    | NU     | NU     | NU | 16      | 17       | 1    |
| 10   | Minardi-Cosworth | 21 | NU        | 16      | NU      | 15         | NU        | 9      | 15              | 10     | 8                 | NU | NU              | 16     | 15    | NU     | 15     | 16 | NU      | 16       | 1    |
| Poz. | Konstruktor      | Nr | Australia | Malezja | Bahrajn | San Marino | Hiszpania | Monako | Unia Europejska | Kanada | Stany Zjednoczone |    | Wielka Brytania | Niemcy | Węgry | Belgia | Włochy |    | Japonia | Brazylia | Pkt. |